# Josh Kelly
Joshua „Josh“ Kelly (* 7. März 1994 in Sunderland, Tyne and Wear) ist ein englischer Profiboxer im Weltergewicht.

## Amateurkarriere
Kelly wurde 2010 Britischer Juniorenmeister und 2012 Britischer Jugendmeister. Bei seinem ersten internationalen Großwettkampf gewann er 2012 eine Bronzemedaille bei den Jugend-Weltmeisterschaften in Jerewan.
In der Elite-Klasse wurde er 2013 Englischer Meister und 2014 Vizemeister. Zudem gewann er eine Bronzemedaille bei den Europaspielen 2015 in Baku. Bei den Weltmeisterschaften 2015 in Doha schied er erst im Viertelfinale gegen Mohammed Rabii aus.
Beim World Olympic Qualifier 2016 in Baku erreichte er das Halbfinale und nahm anschließend an den Olympischen Spielen 2016 in Rio de Janeiro teil, wo er im Achtelfinale gegen Danijar Jeleussinow ausschied.

## Profikarriere
Sein Profidebüt gab er am 15. April 2017 in Glasgow. Im März 2018 besiegte er Carlos Amado Molina beim Kampf um den „International“-Titel der WBA. Im Juni 2018 wurde er zusätzlich Commonwealth-Champion durch einen Sieg gegen Kris George. Im April 2019 bezwang er Przemysław Runowski (17-0).
Im Juni 2019 erreichte er gegen Ray Robinson (24-3) ein Unentschieden. Im Februar 2021 erlitt er eine Niederlage gegen Dawid Awanessjan (26-3).